# Alexis Lafrenière
Alexis Lafrenière (* 11. Oktober 2001 in Saint-Eustache, Québec) ist ein kanadischer Eishockeyspieler, der seit Oktober 2020 bei den New York Rangers in der National Hockey League (NHL) unter Vertrag steht. Der linke Flügelstürmer wurde als First Overall Draft Pick im NHL Entry Draft 2020 von den Rangers ausgewählt.

## Karriere
Alexis Lafrenière wurde in Saint-Eustache in der frankokanadischen Provinz Québec geboren. Dort lief er in seiner Jugend unter anderem für die Seigneurs des Mille-Îles sowie für die Vikings de Saint-Eustache auf, ehe er 2017 im Draft der Ligue de hockey junior majeur du Québec (LHJMQ) an erster Position von den Océanic de Rimouski ausgewählt wurde. Mit Beginn der Saison 2017/18 lief der Flügelstürmer fortan in der höchsten Juniorenliga seiner Heimatprovinz auf und verzeichnete als Rookie 42 Tore, so viele wie zuletzt Sidney Crosby (2003/04, 54 Treffer, ebenfalls für die Océanic). Demzufolge wurde er mit der Coupe RDS sowie mit der Trophée Michel Bergeron als bester Neuling der Liga ausgezeichnet und darüber hinaus ins LHJMQ First All-Star Team sowie ins LHJMQ All-Rookie Team gewählt. Wenig später ehrte ihn auch die gesamte Canadian Hockey League (CHL), der Dachverband der drei großen kanadischen Juniorenligen, als CHL Rookie of the Year.

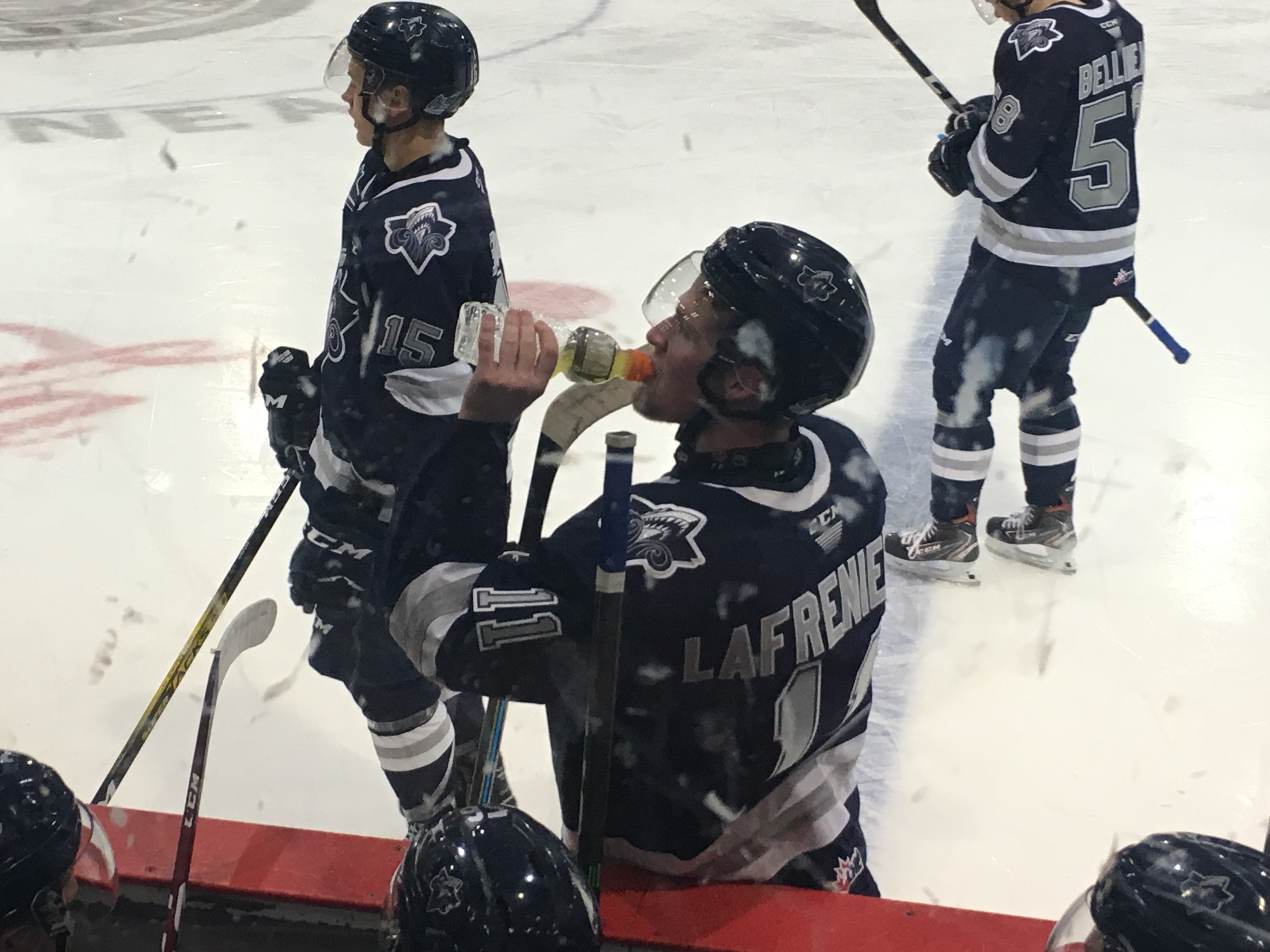
Alexis Lafrenière (2020)

In seiner zweiten Spielzeit 2018/19 verzeichnete Lafrenière 105 Scorerpunkte und platzierte sich damit in der LHJMQ auf Rang drei hinter Peter Abbandonato (111) und Iwan Tschechowitsch (105) auf Rang drei. Mit Rimouski erreichte er das Halbfinale der Playoffs, unterlag dort allerdings dem späteren Sieger aus Rouyn-Noranda deutlich mit 0:4. Dennoch zeichnete man den Angreifer mit der Trophée Michel Brière als MVP der LHJMQ sowie mit der Trophée Paul Dumont als „Persönlichkeit des Jahres“ für Führungsqualitäten und Fairness aus, während er erneut im LHJMQ First All-Star Team Berücksichtigung fand. Zudem wurde er zum CHL Player of the Year gekürt und setzte sich dabei gegen Joachim Blichfeld und Ukko-Pekka Luukkonen durch.
Zu Beginn der Saison 2019/20 übernahm Lafrenière das Amt des Mannschaftskapitäns bei den Océanic und erreichte in der Spielzeit einen Punkteschnitt von über 2,0 pro Spiel, so verzeichnete er 112 Punkte aus 52 Spielen. Zudem führte er damit die gesamte LHJMQ an und wurde daher mit der Trophée Jean Béliveau als Topscorer geehrt. Ferner nahm er am CHL Top Prospects Game teil und galt im anstehenden NHL Entry Draft 2020 übereinstimmend als wahrscheinlicher First Overall Draft Pick. Dies bewahrheitete sich, so wählten ihn die New York Rangers mit dem ersten Wahlrecht aus und statteten ihn etwa eine Woche später mit einem Einstiegsvertrag aus. Im Januar 2021 gab er sein NHL-Debüt für die Rangers und beendete seine erste Profisaison mit 21 Punkten aus 56 Partien.
Zur Spielzeit 2023/24 gelang ihm eine wesentliche Steigerung auf 57 Punkte in 82 Einsätzen, wobei er insbesondere in den Playoffs 2024 mit acht Treffern und 16 Punkten überzeugte und maßgeblichen Anteil am Erreichen des Conference-Finals der Rangers hatte. Im Oktober 2024 unterzeichnete er einen neuen Siebenjahresvertrag bei den Rangers, der ihm mit Beginn der Saison 2025/26 ein durchschnittliches Jahresgehalt von 7,45 Millionen US-Dollar einbringen soll.

### International
Auf internationaler Ebene debütierte Lafrenière im Rahmen der World U-17 Hockey Challenge 2017 und gewann dort mit dem Team Canada Red die Silbermedaille. Sein erstes großes Turnier bestritt er bei der U18-Weltmeisterschaft 2018, wobei er mit der kanadischen Auswahl die Medaillenränge verpasste und den fünften Platz belegte. Im Sommer 2018 führte er die U18 seines Heimatlandes zur Goldmedaille beim Hlinka Gretzky Cup 2018, wobei er (gemeinsam mit Wassili Podkolsin) Topscorer des Turniers wurde. Anschließend wurde er bereits im Alter von 17 Jahren in den Kader der U20-Nationalmannschaft berufen und nahm mit ihr an der U20-Weltmeisterschaft 2019, bei der das Team jedoch abermals im Viertelfinale ausschied. Im Jahr darauf gehört er bei der U20-Weltmeisterschaft 2020 ebenfalls zum kanadischen Aufgebot, das im tschechischen Ostrava die Goldmedaille gewinnen konnte. Lafrenière wurde dabei als wertvollster Spieler sowie als bester Angreifer ausgezeichnet und darüber hinaus im All-Star-Team des Turniers berücksichtigt.

## Erfolge und Auszeichnungen
| - 2018 LHJMQ All-Rookie Team - 2018 LHJMQ First All-Star Team - 2018 Coupe RDS - 2018 Trophée Michel Bergeron - 2018 CHL Rookie of the Year - 2019 Trophée Michel Brière - 2019 Trophée Paul Dumont - 2019 LHJMQ First All-Star Team - 2019 CHL Player of the Year | - 2020 Teilnahme am CHL Top Prospects Game - 2020 LHJMQ First All-Star Team - 2020 Trophée Jean Béliveau - 2020 Trophée Michel Brière - 2020 CHL Player of the Year - 2020 Trophée Michael Bossy - 2020 CHL Top Draft Prospect Award - 2020 Trophée Paul Dumont |

### International
| - 2017 Silbermedaille bei der World U-17 Hockey Challenge - 2018 Goldmedaille beim Hlinka Gretzky Cup - 2020 Goldmedaille bei der U20-Weltmeisterschaft | - 2020 Wertvollster Spieler der U20-Weltmeisterschaft - 2020 Bester Angreifer der U20-Weltmeisterschaft - 2020 All-Star-Team der U20-Weltmeisterschaft |

## Karrierestatistik
Stand: Ende der Saison 2024/25

### International
Vertrat Kanada bei:
| - World U-17 Hockey Challenge 2017 - U18-Weltmeisterschaft 2018 - Hlinka Gretzky Cup 2018 | - U20-Weltmeisterschaft 2019 - U20-Weltmeisterschaft 2020 |

(Legende zur Spielerstatistik: Sp oder GP = absolvierte Spiele; T oder G = erzielte Tore; V oder A = erzielte Assists; Pkt oder Pts = erzielte Scorerpunkte; SM oder PIM = erhaltene Strafminuten; +/− = Plus/Minus-Bilanz; PP = erzielte Überzahltore; SH = erzielte Unterzahltore; GW = erzielte Siegtore; 1 Play-downs/Relegation; Kursiv: Statistik nicht vollständig)